# La Fille du RER
La Fille du RER - internationaal ook uitgebracht als The Girl on the Train - is een Franse dramafilm uit 2009 onder regie van André Téchiné. Het verhaal is gebaseerd op een waargebeurd incident uit 2004, toen een jonge vrouw in Parijs aangifte deed van een antisemitische aanval in de trein en later toegaf alles verzonnen te hebben. De film is geen feitelijke reconstructie, maar een fictief verhaal over het leven van de vrouw in aanloop naar de bewuste aangifte.

## Verhaal
Jeanne Fabre (Émilie Dequenne) ontmoet tijdens het inline skaten op straat Franck Guérin (Nicolas Duvauchelle), die haar aandacht nadrukkelijk probeert te trekken. Ze wil eigenlijk niet versierd worden, maar hij krijgt haar toch zover haar e-mailadres aan hem te geven. Jeanne is officieel op zoek naar een baan, maar besteedt haar tijd vooral aan skaten op straat. Haar moeder Louise (Catherine Deneuve) zoekt ook voor haar. Wanneer Jeanne niet aan werk en daarmee geld kan komen, kan ze haar jaarlijkse vakantie naar Italië niet betalen. Louise is een weduwe die in haar eigen huis een kinderdagverblijf bestiert. Jeannes vader was een militair die omkwam in Afghanistan toen Jeanne vijf jaar oud was. Louise heeft nooit behoefte gehad aan een nieuwe partner. Ze is tevreden met haar huidige leven met haar dochter. 's Avonds op televisie ziet ze een oude bekende wanneer Samuel Bleistein (Michel Blanc) geïnterviewd wordt door een nieuwsprogramma. Hij was in zijn diensttijd bevriend met Louise en haar man en stiekem verliefd op haar. Inmiddels is hij een topadvocaat gespecialiseerd in de Joodse zaak. Samuel is benaderd om zijn licht te laten schijnen over een explosieve stijging van antisemitisch geweld in het Franse openbaar vervoer sinds de moord op Ilan Halimi. Hij spreekt zijn vrees uit over een nieuwe opkomst van het antisemitisme.
Samuel heeft een advocatenkantoor samen met zijn ex-schoondochter Judith (Ronit Elkabetz). Samen met haar voormalige man en Samuels zoon Alex (Mathieu Demy) heeft ze een zoontje, Nathan (Jérémie Quaegebeur), Samuels kleinzoon. Tussen Judith en Alex is het foutgelopen omdat ze compleet verschillend over het leven denken. Waar zij heel zakelijk is, wil hij vooral genieten van de schoonheid die hij vindt in de natuur en in kunst. Samuel bemoeit zich niet met hun strubbelingen en kan prima met Judith overweg, in tegenstelling tot Alex. Hij en Judith kunnen het nooit lang laten elkaar af te katten, maar eigenlijk verlangen ze allebei nog naar de ander.
Via een IM-programma zoekt Franck opnieuw contact met Jeanne en ze spreken af te gaan skaten. Dit bevalt haar zo goed, dat ze de keer daarop hem benadert. Ze worden verliefd. Franck heeft wel moeite mensen te vertrouwen en is bij het minste of geringste bang dat ze hem verlaten heeft. Hij is opgegroeid bij zijn broer en zonder ouders. Zijn broer zit nu in de gevangenis voor iets waar hij niet over wil praten. Franck is een fanatiek en getalenteerd worstelaar. Jeanne en Louise komen een keer naar een wedstrijd van hem kijken. Louise vindt Franck wel aardig, maar erg direct in communiceren wat hij wel en niet wil. Omdat Jeanne geld nodig heeft, regelt Franck een baan voor hen allebei. Daarvoor moeten ze samen een paar weken als inwonend stel poseren en beheerder zijn van de computerzaak Mondial Electronique van Marius Guedri (Alain Cauchi), voor een meer dan riante vergoeding. Enkele apparaten van Marius zijn in feite gecamoufleerde verpakkingen van drugs. Franck weet dit, Jeanne niet. Wanneer er een jongen onaangekondigd komt opdagen om een apparaat vol drugs op te halen, weet Franck daar niets van en zegt hem daarom terug te komen wanneer Marius er weer is, een week later. De jongen gaat alleen toch naar binnen. Als Franck hem probeert te stoppen, wordt hij met een mes in zijn maag gestoken. Wanneer Jeanne terugkomt van het boodschappen doen, vindt ze hem aan het einde van een lichaamsgroot bloedspoor.
Terwijl Franck in het ziekenhuis ligt, verhoort de politie Jeanne over haar kennis van Marius' drugshandel. Hij blijkt een grote leverancier in het district. Ze gaat vrijuit omdat de politie een telefoongesprek heeft afgetapt waarop Franck tegen Marius zegt dat Jeanne van niets weet. Ze krijgt nog wel het verwijt mee dat het erg naïef van haar was om te denken zoveel geld te kunnen verdienen met een beetje in een elektronicazaak zitten. Wanneer Jeanne Franck opzoekt in het ziekenhuis, is hij ook kwaad op haar. Hij is erachter gekomen dat ze tegen hem heeft gelogen. Ze vertelde hem dat ze als secretaresse voor advocaat Samuel Bleistein werkte, maar in realiteit heeft ze na een slecht verlopen sollicitatiegesprek bij Judith nooit meer iets van het kantoor gehoord. Franck is zo boos over haar - zoveelste - leugen dat hij haar wegstuurt en niet meer wil zien. Haar eerdere leugentjes vond hij wel charmant, maar hiermee is ze te ver gegaan. 's Avonds bekijkt Jeanne met haar moeder een Duitse film waarin te zien is hoe de Joden tijdens de Tweede Wereldoorlog werden neergezet als minderwaardige schepsels. De beelden grijpen haar aan.
De volgende dag gaat Jeanne de badkamer in. Met een mes snijdt ze in haar gezicht en armen, met een stift tekent ze drie hakenkruizen op haar buik en met een schaar knipt ze een lok haar af. Vervolgens stapt ze met een trui met lange mouwen aan en een capuchon op bij Gentilly in de trein van 18.30 uur. Verderop stapt ze uit, ontdoet ze zich van de trui en gaat bij een halte zitten, zodat iedereen haar verwondingen kan zien. Vervolgens doet ze aangifte bij de politie. Ze zegt in de trein te zijn lastiggevallen door een groep zestien- à zeventienjarige jongens. Toen die in haar tas keken, zouden ze een kaartje van de Joodse advocaat Samuel Bleistein hebben gevonden. Daarom gingen ze ervan uit dat zij ook Joods was en werd ze toegetakeld. Haar verhaal wordt nationaal nieuws en verschillende nieuwsprogramma's brengen het als een volgende uiting van antisemitisch geweld in het Franse openbaar vervoer.
Wanneer Louise aan Jeanne vraagt hoe het is gebeurd, weet ze meteen dat haar dochter liegt. Daarom belt ze Samuel op, die haar vertelt samen met Jeanne te komen. Louise neemt haar dochter mee naar Samuel in zijn huis in het bos, waar ook Judith, Alex en Nathan heenkomen. De dertienjarige Nathan voelt zich aangetrokken tot Jeanne en trekt graag met haar op. Hij heeft een eigen houten hutje in het bos. Daar vraagt hij haar nog eens te vertellen wat er precies is gebeurd. Ze doet weer haar verhaal, maar hij vertelt haar direct erna dat ze liegt. Het is onmogelijk dat iemand een kaartje van zijn opa in Jeannes tas vond. Die vindt visitekaartjes onzin en heeft er daarom nooit een gehad. Jeanne realiseert zich dat de anderen daarom ook weten dat ze liegt en gaat het toegeven. Ze kan zelf ook niet verklaren waarom ze het verhaal verzon. Het was een wanhoopsdaad. Samuel helpt haar een excuusbrief naar de media te sturen. Hij had vanaf het eerste moment dat hij over haar aanval hoorde zijn twijfels omdat de hakenkruizen op haar buik verkeerd om stonden. Mede daarom probeerde hij de media tot kalmte te manen tot de zaak goed uitgezocht zou zijn. Na het schrijven van de brief, geeft Jeanne zich aan bij de politie.

## Rolverdeling
- Émilie Dequenne - Jeanne Fabre
- Michel Blanc - Samuel Bleistein
- Catherine Deneuve - Louise Fabre
- Mathieu Demy - Alex Bleistein
- Ronit Elkabetz - Judith
- Nicolas Duvauchelle - Franck Guérin
- Jérémie Quaegebeur - Nathan Bleistein
- Djibril Pavadé - Tom
- Alain Cauchi - Marius Guedri
- Arnaud Valois - Gabi